# Ribemont
Ribemont ist eine französische Gemeinde mit 1909 Einwohnern (Stand 1. Januar 2022) im Département Aisne in der Region Hauts-de-France; sie gehört zum Arrondissement Saint-Quentin.

## Geografie
Die Gemeinde Ribemont liegt am linken Ufer des Flusses Oise sowie am parallel verlaufenden Sambre-Oise-Kanal, etwa 15 Kilometer südöstlich von Saint-Quentin. Im Süden der Gemeinde steht ein Windpark mit fünf Windkraftanlagen.

## Geschichte
Im Jahr 880 trafen sich in Ribemont die Karolinger Ludwig der Jüngere (Ostfrankenreich), Ludwig III.  und Karlmann (Westfrankenreich) zur Unterzeichnung des Vertrages von Ribemont, mit dem die Teilung des Frankenreichs festgeschrieben wurde. Ein zweiter Vertrag von Ribemont wurde 1178 geschlossen, als die Söhne des Herzogs Matthäus I. von Lothringen die Aufteilung des Erbes beschlossen.
Ab dem 11. Jahrhundert befand sich Ribemont im Besitz der Grafen von Ostervant und kam durch Heirat an die Familie Moy.

### Benediktinerabtei

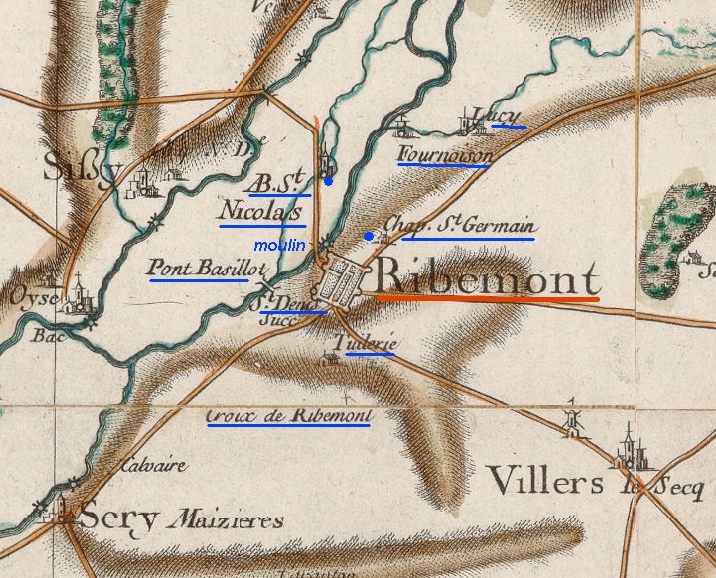
Nikolauskloster auf einer Cassini-Karte

Die Benediktinerabtei S. Nicolas de Ribemont an der Oise wurde im Jahre 1083 von Anselmus de Ribodimonte gegründet, der auch als Anselm II. der Bärtige, Graf von Ostervant bekannt ist.
Die Abtei wurde im Verlauf der Religionskriege 1570 geplündert und in Brand gesteckt. Im Jahr 1647 kam die Abtei an die Kongregation des heiligen Maurus. Im Jahr 1663 waren die Wiederherstellungsarbeiten abgeschlossen.
Während der Französischen Revolution wurde die Abtei eingezogen und 1791 verkauft. 1804 erwarb die Familie des Generals de La Tour-Maubourg die Gebäude und baute das Kloster unter großem Aufwand zu einem Schloss um. Dieses Schloss wurde jedoch bereits 1815 von preussischen Verbänden im Rahmen einer Strafmaßnahme verwüstet, da der General als Freiwilliger für Napoleon nach dessen Rückkehr aus Elba gekämpft hatte.
1832 wurden die Überreste des Schlosses zu einer Wollspinnerei umgebaut, die ihren Betrieb jedoch 1895 einstellte. Im Laufe des 20. Jahrhunderts wechselte die Anlage mehrfach den Besitzer und befindet sich noch heute in privater Hand.

### Bevölkerungsentwicklung
| Jahr                       | 1962 | 1968 | 1975 | 1982 | 1990 | 1999 | 2006 | 2015 | 2022 |
| Einwohner                  | 2117 | 2152 | 2014 | 2105 | 2227 | 2096 | 2059 | 1969 | 1909 |
| Quellen: Cassini und INSEE |      |      |      |      |      |      |      |      |      |

Ribemont gehört zu den mittelgroßen Gemeinden im Département Aisne. Seit den 1960er Jahren wiesen die Bevölkerungszahlen nur geringe Schwankungen auf.

## Sehenswürdigkeiten
Vier Bauwerke sind in Ribemont als Monument historique klassifiziert:
- Geburtshaus von Nicolas de Condorcet
- Kirche Saint-Germain
- Ehemalige Benediktinerabtei Saint Nicolas des Prés sous Ribemont (Lateinisch: Monasterium S. Nicolai de Pratis subtus Ribodimonte)[9][10]
- Wassermühle im Ortsteil Lucy
- zwei Wassertürme

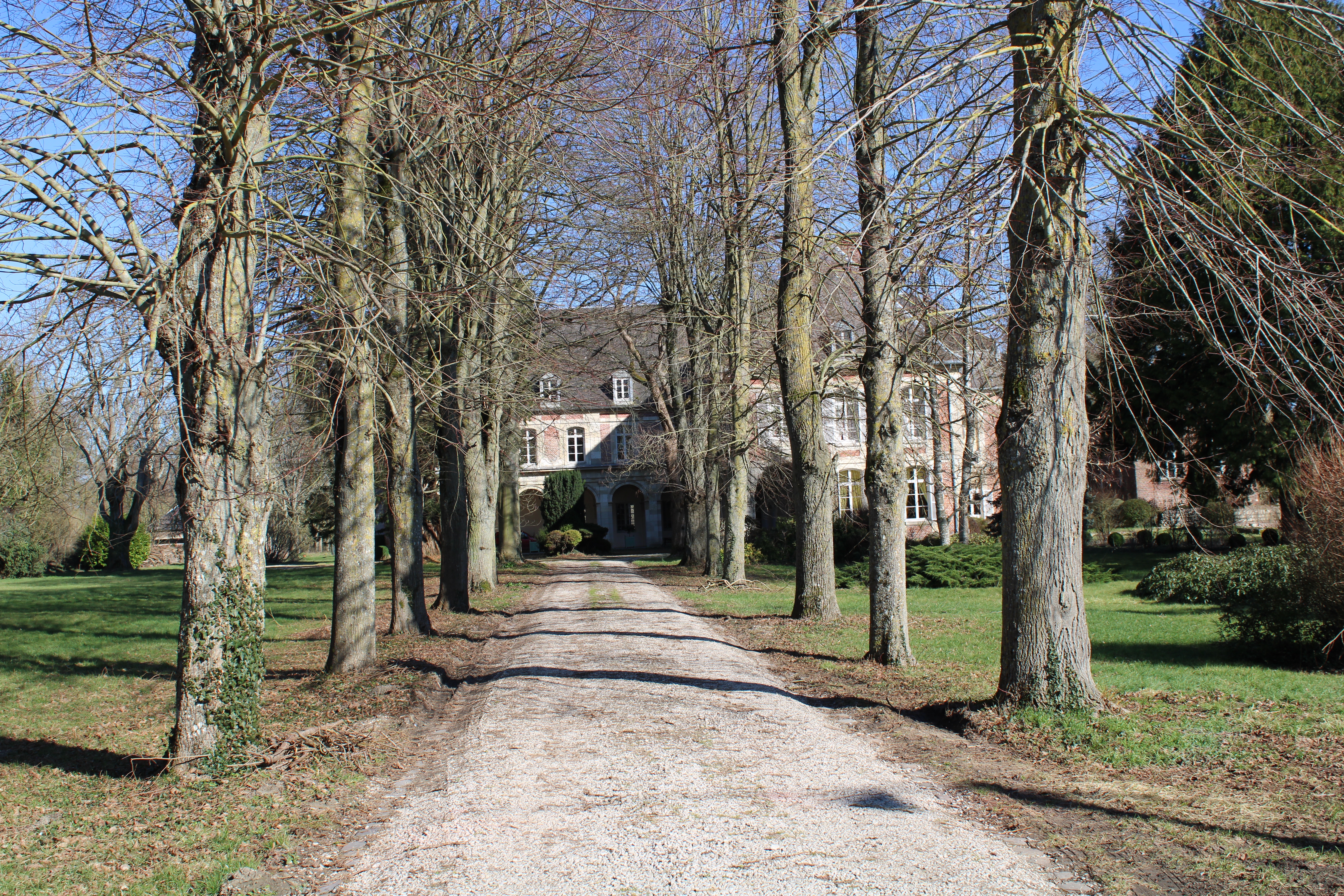
Ehemalige Benediktinerabtei Saint Nicolas
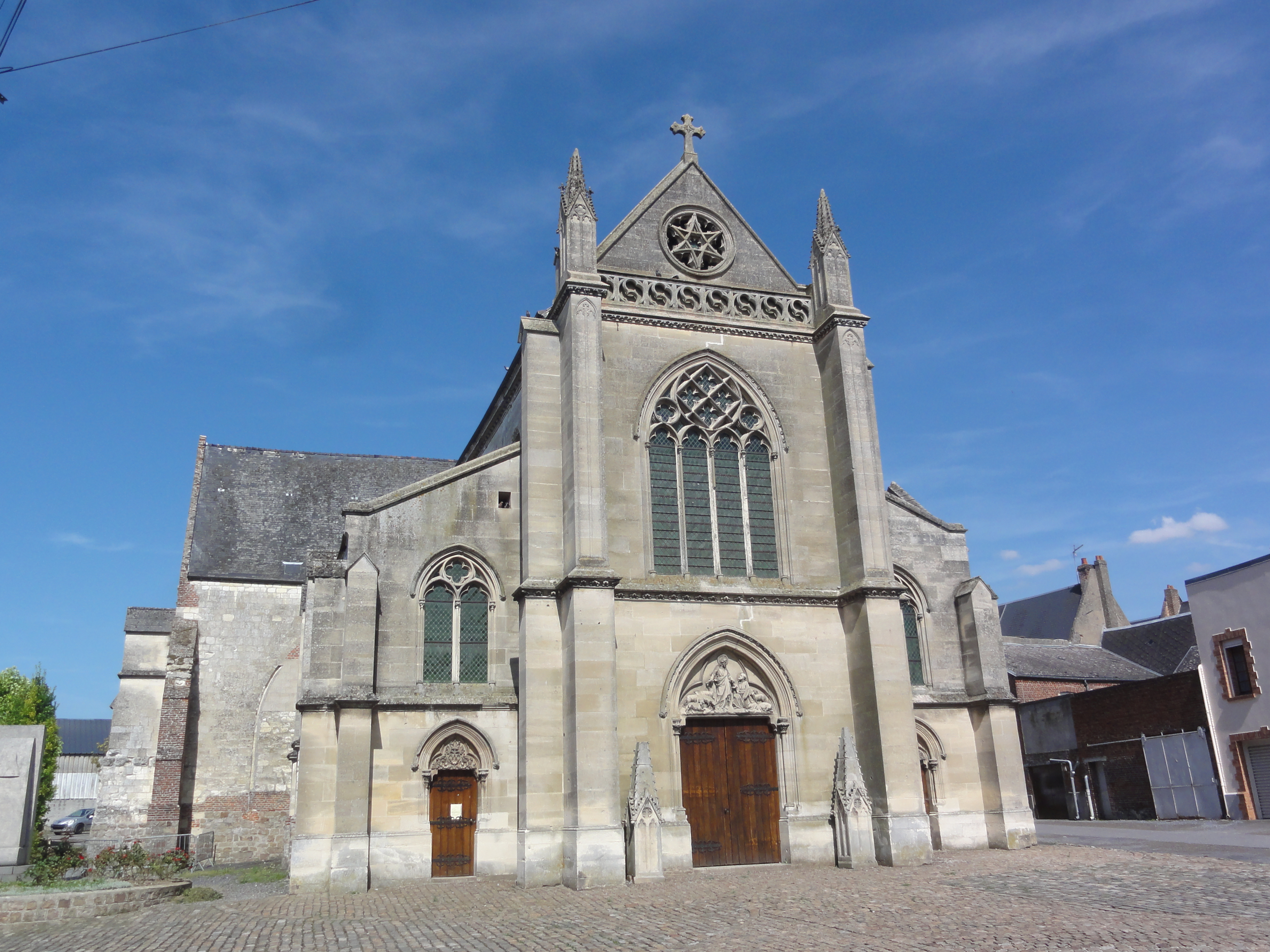
Kirche Saint-Pierre-et-Paul
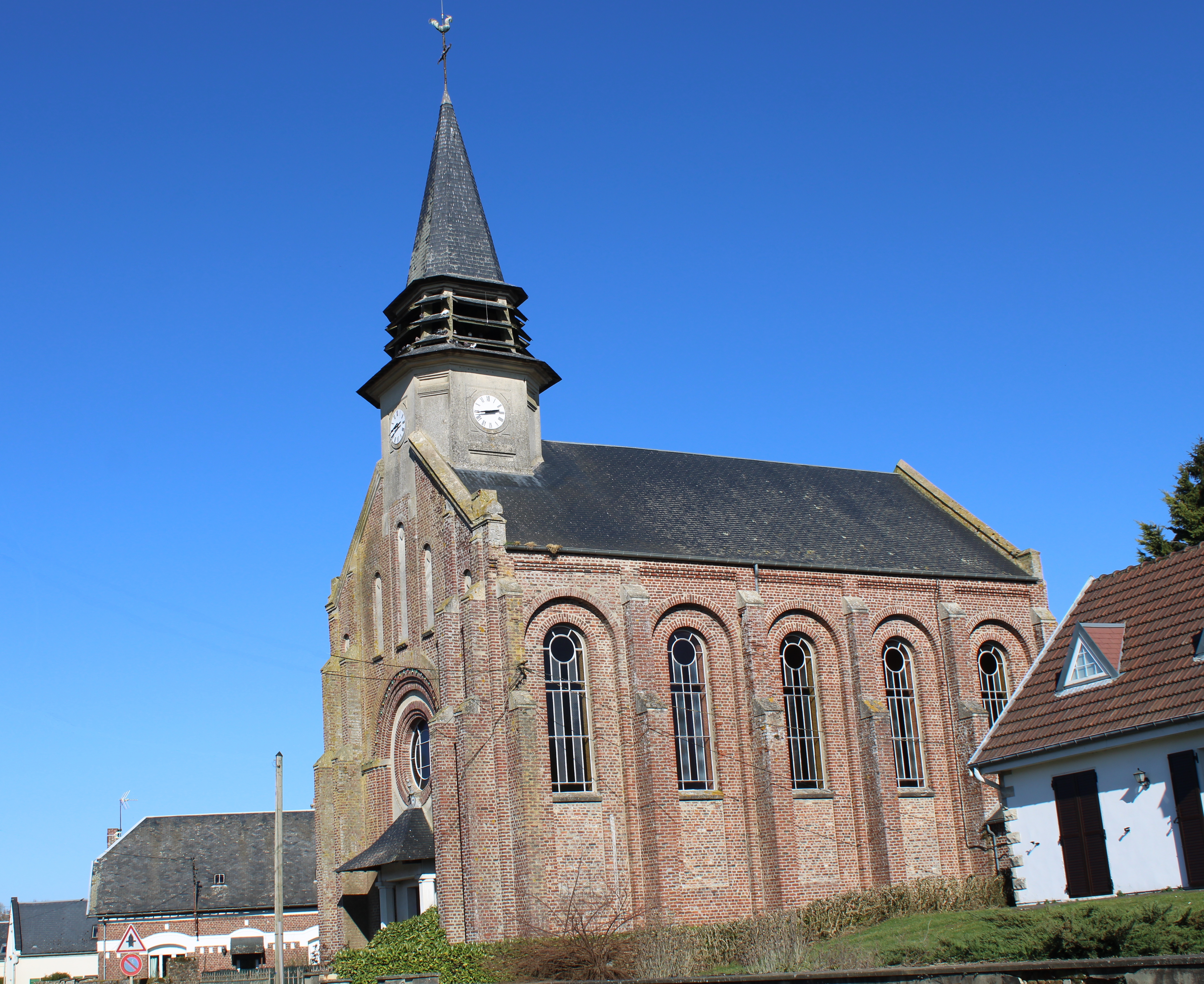
Kirche Mariä Geburt
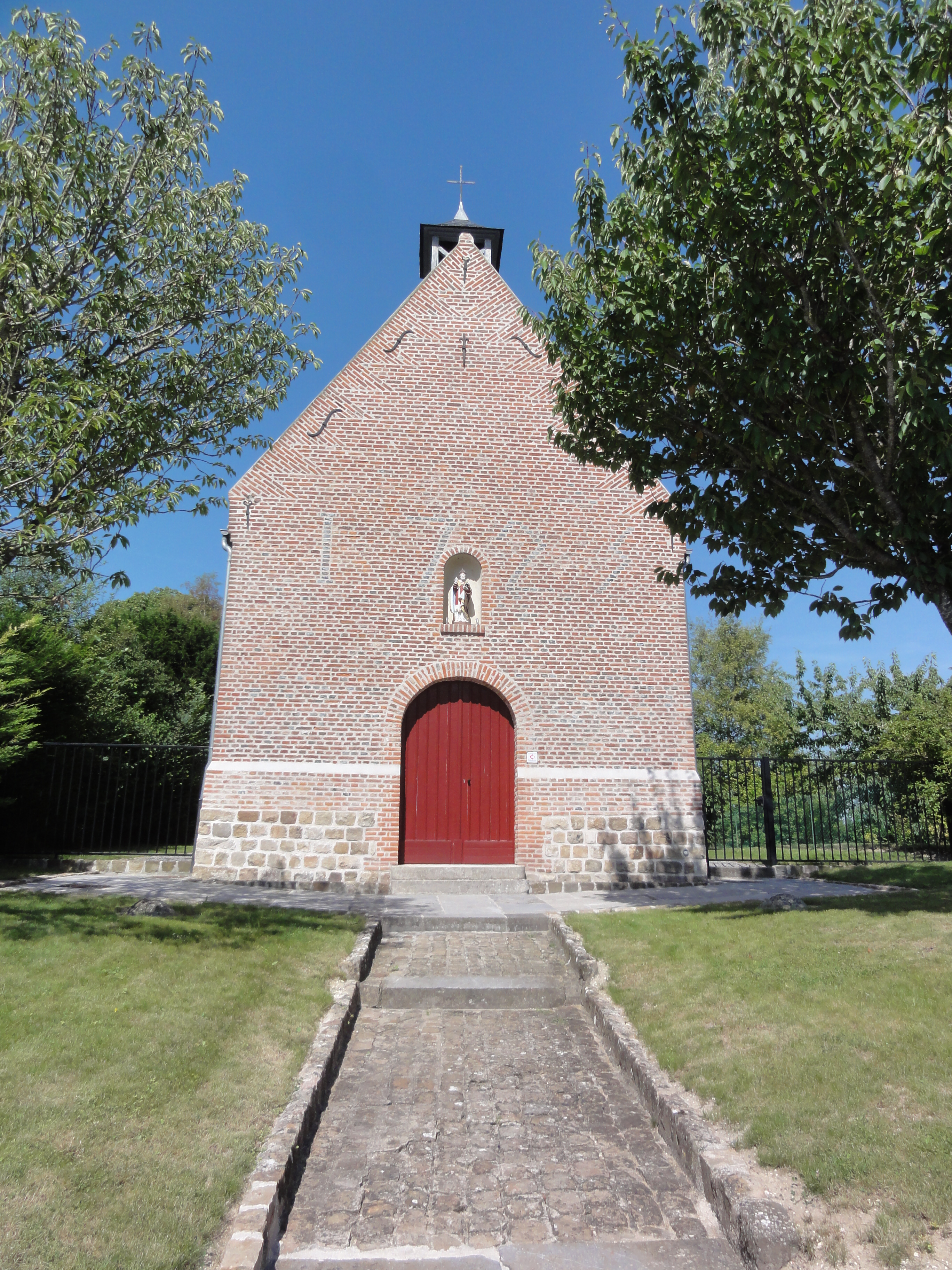
Kapelle Saint-Germain
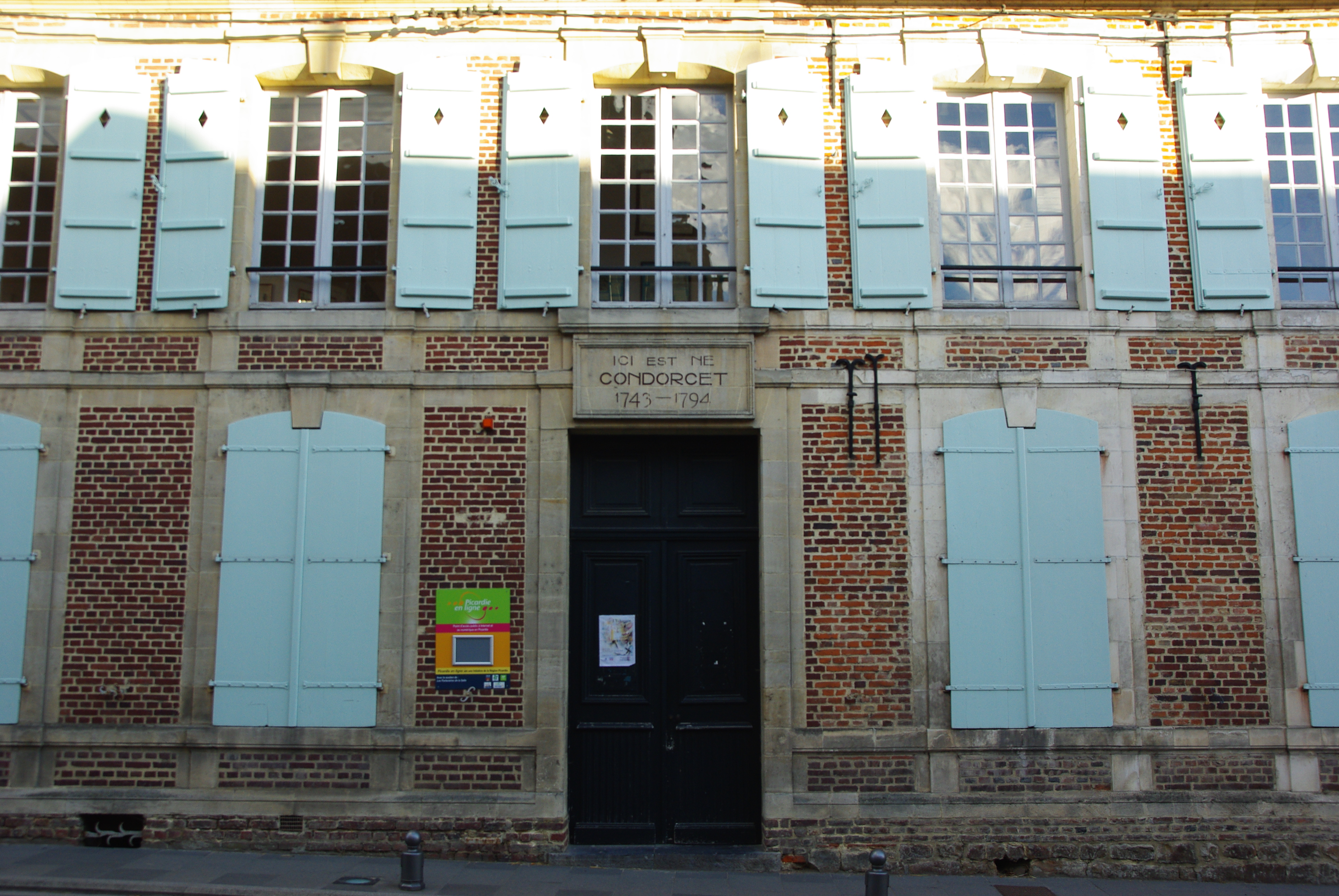
Geburtshaus von Nicolas de Condorcet
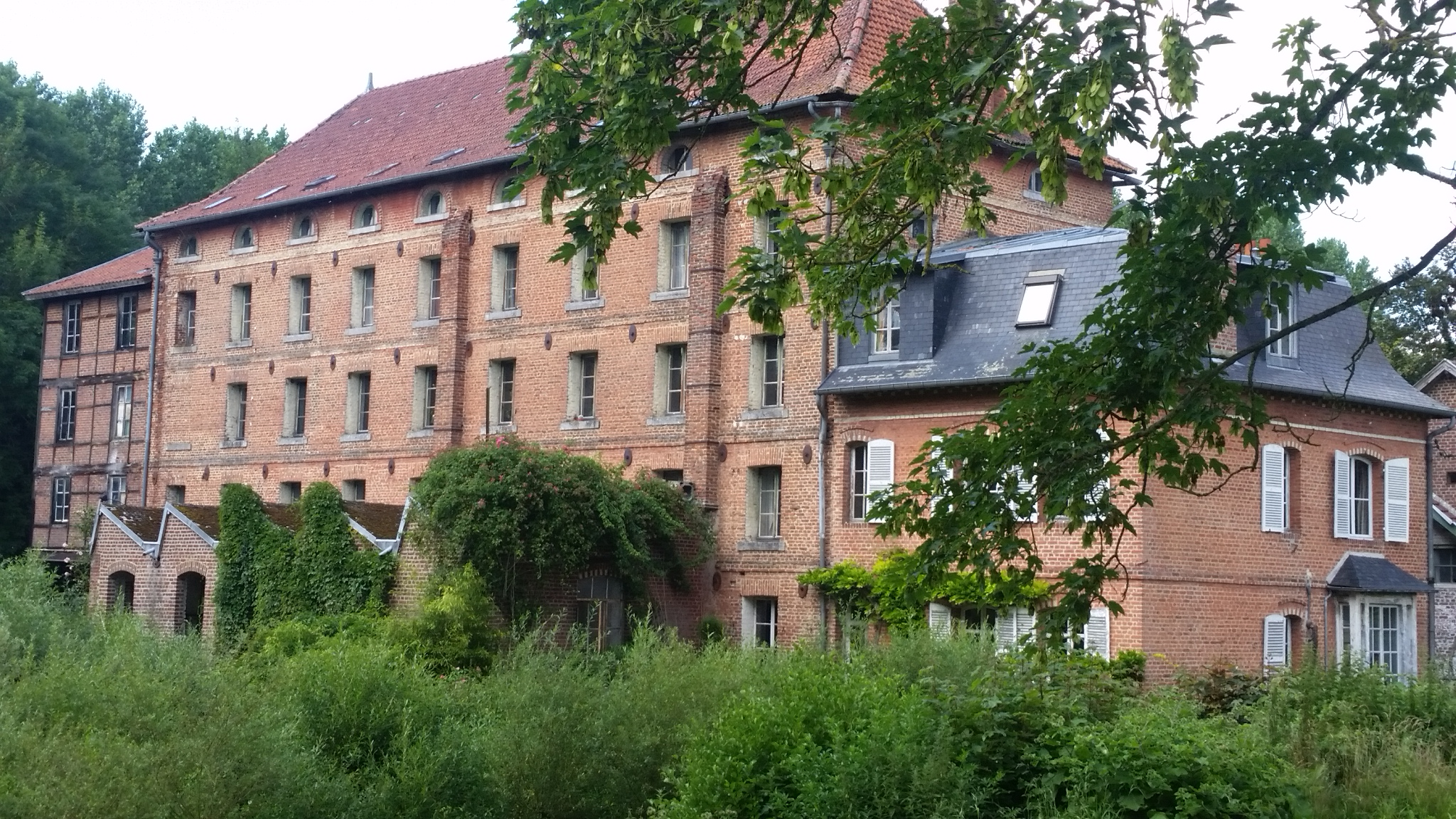
Wassermühle
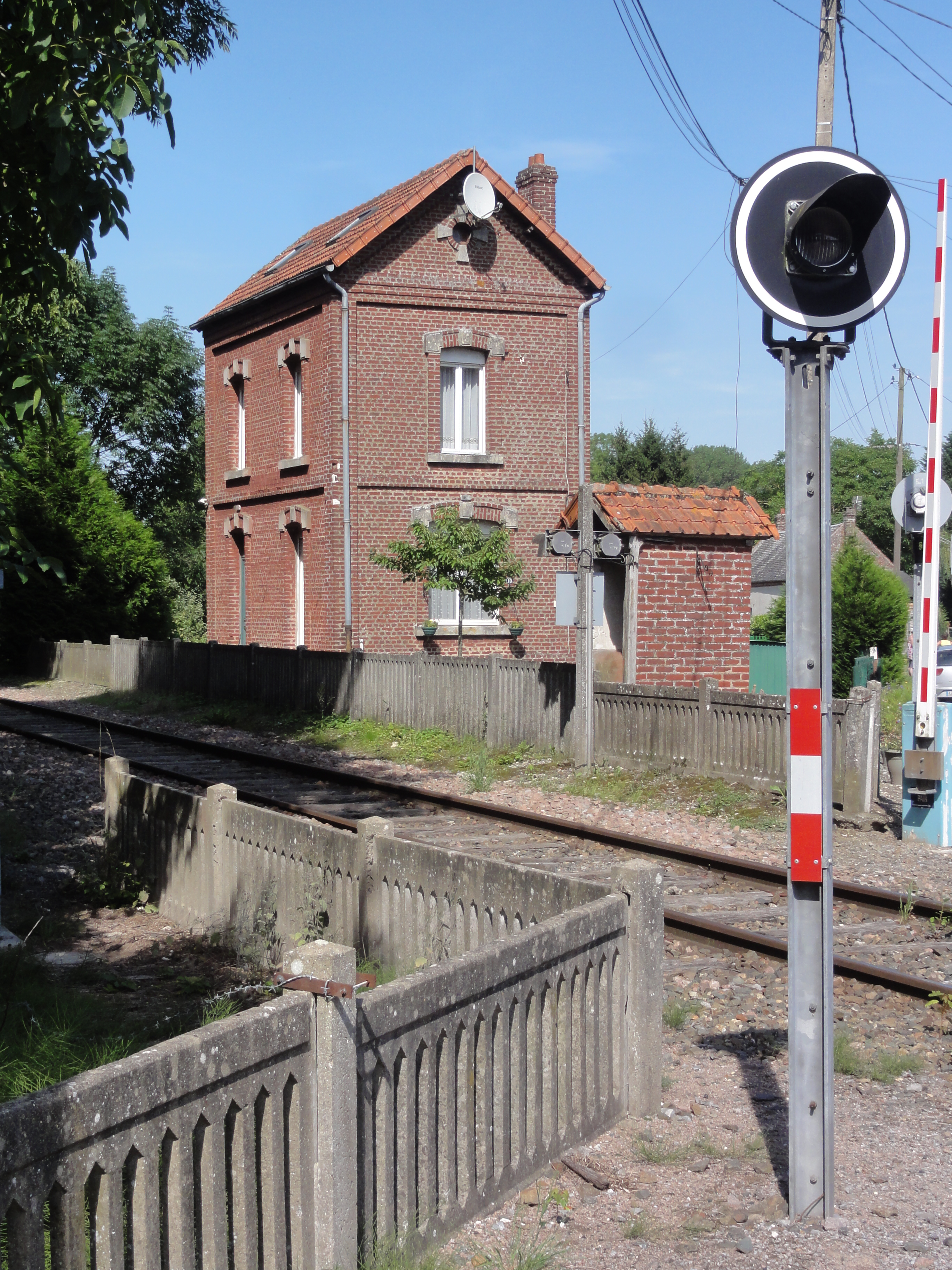
Ehemaliger Bahnhof
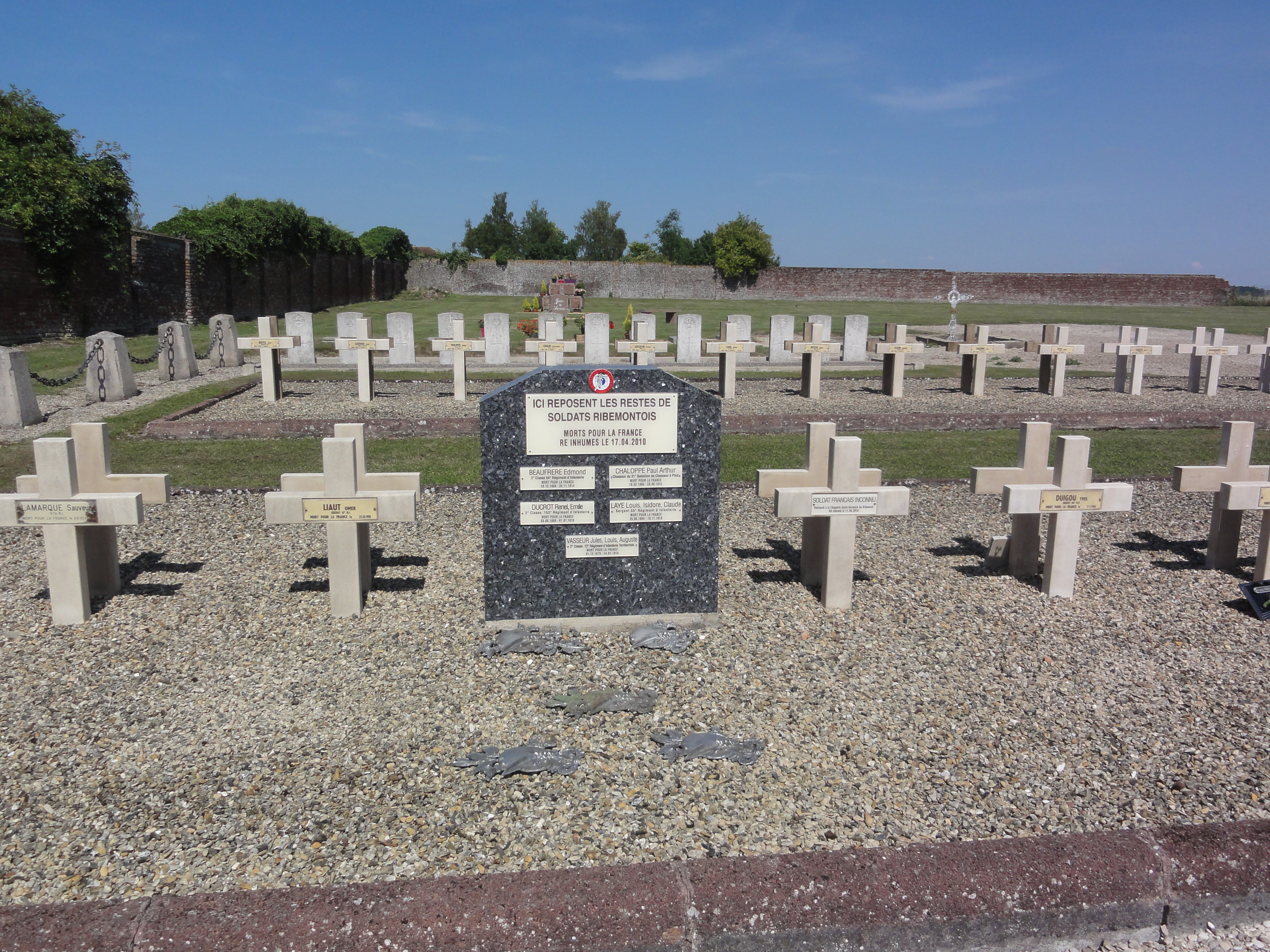
Soldatenfriedhof des Commonwealth
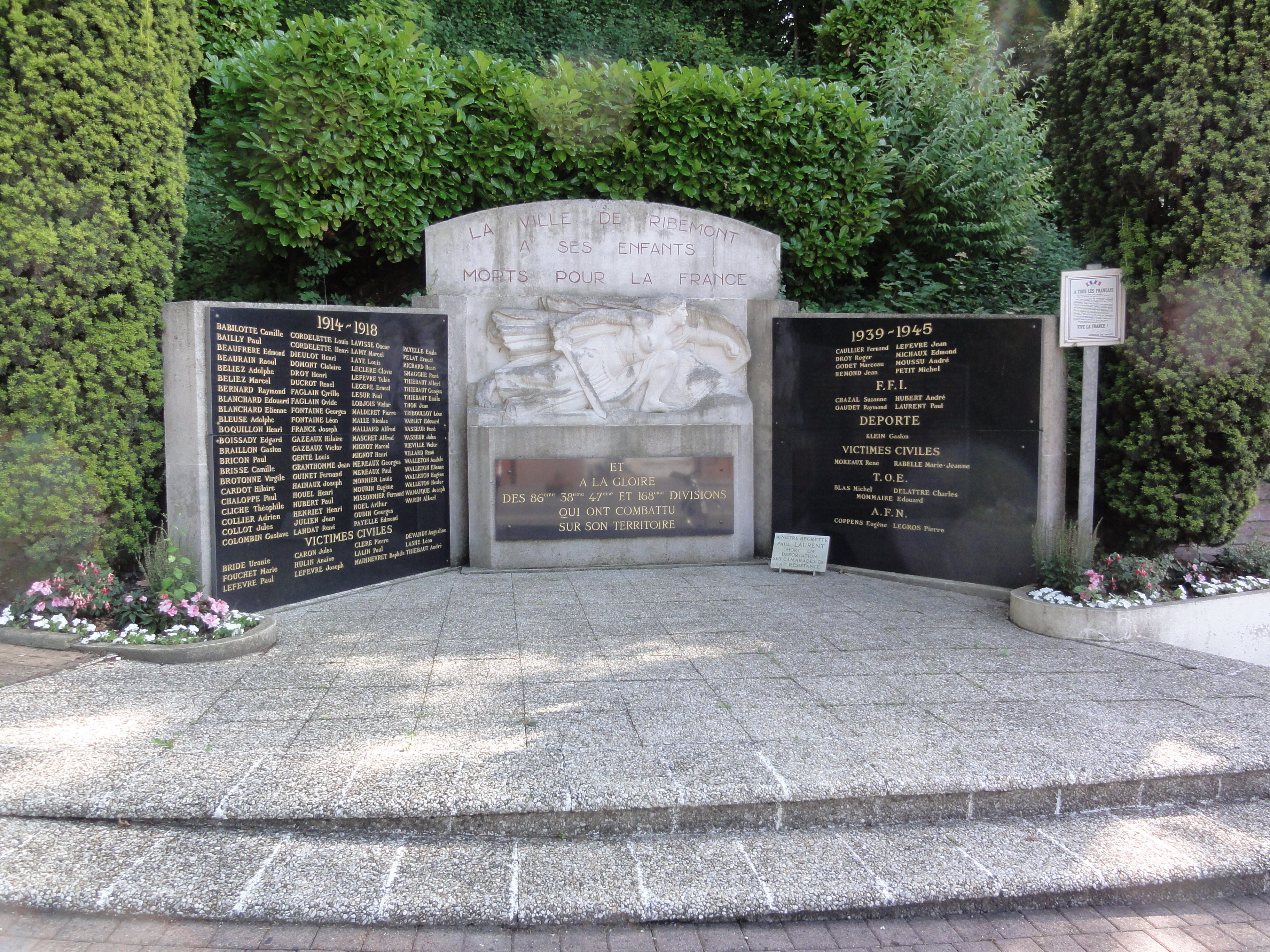
Gefallenendenkmal

## Partnergemeinde
Lengede in Niedersachsen ist seit 1990 Partnergemeinde von Ribemont.

## Persönlichkeiten
- Nicolas de Condorcet, französischer Philosoph, Mathematiker und Politiker der Aufklärung (1743–1794)
- François Blondel, französischer Baumeister und Ingenieur, Marschall und Diplomat (1618–1686)